# 항 제밧 스타디움
항 제밧 스타디움(말레이어: Stadium Hang Jebat)은 말라카 술탄의 이름을 따서 말레이시아 믈라카 크루 봉 파야 러풋에 있는 다목적 경기장이다. 40,000명을 수용할 수 있으며, 믈라카 유나이티드가 홈구장으로 사용하고 있다. 현재 주로 축구 경기에 사용되고 있다.

## 화보

항 제밧 스타디움
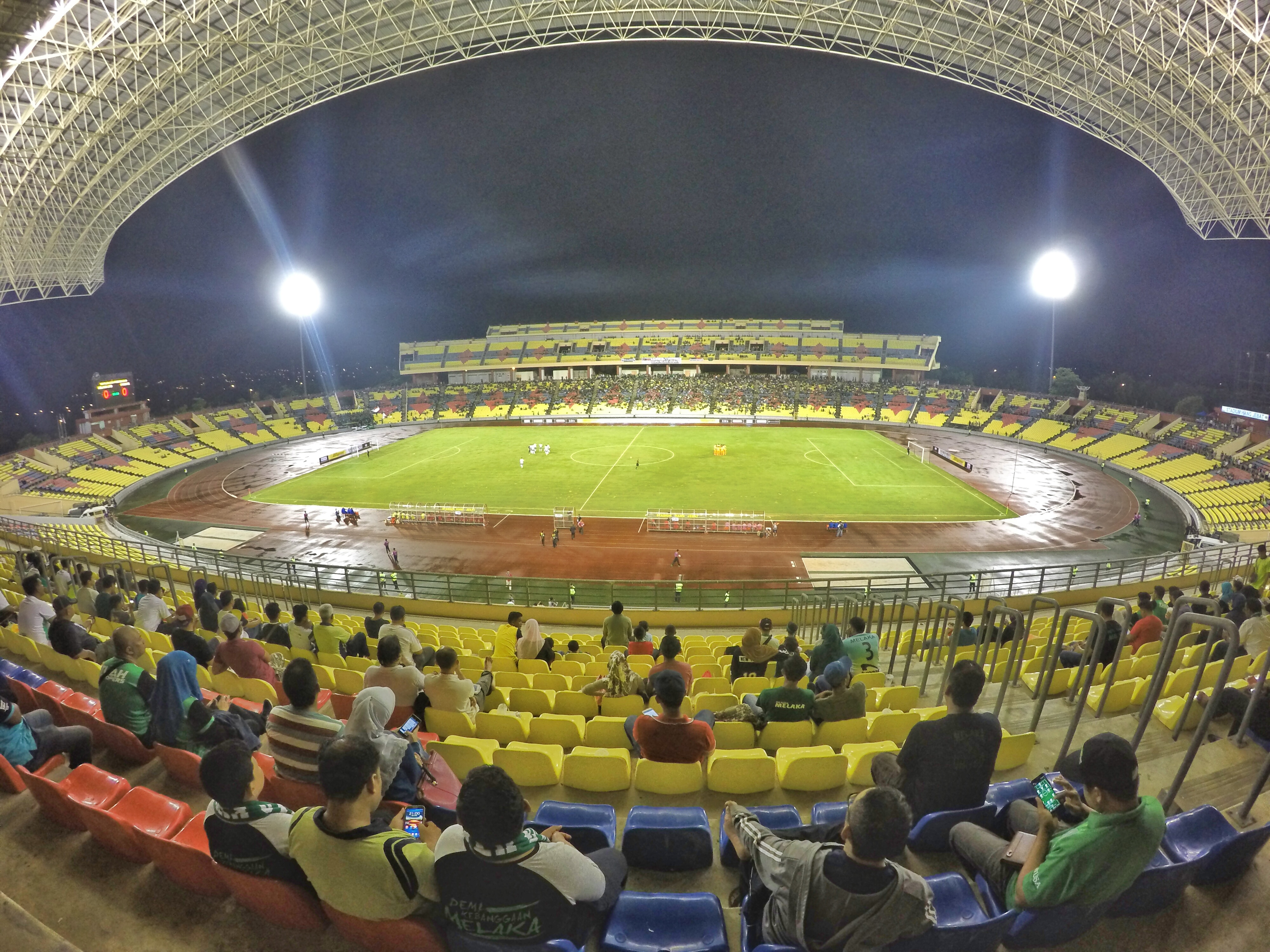
From Roof stand
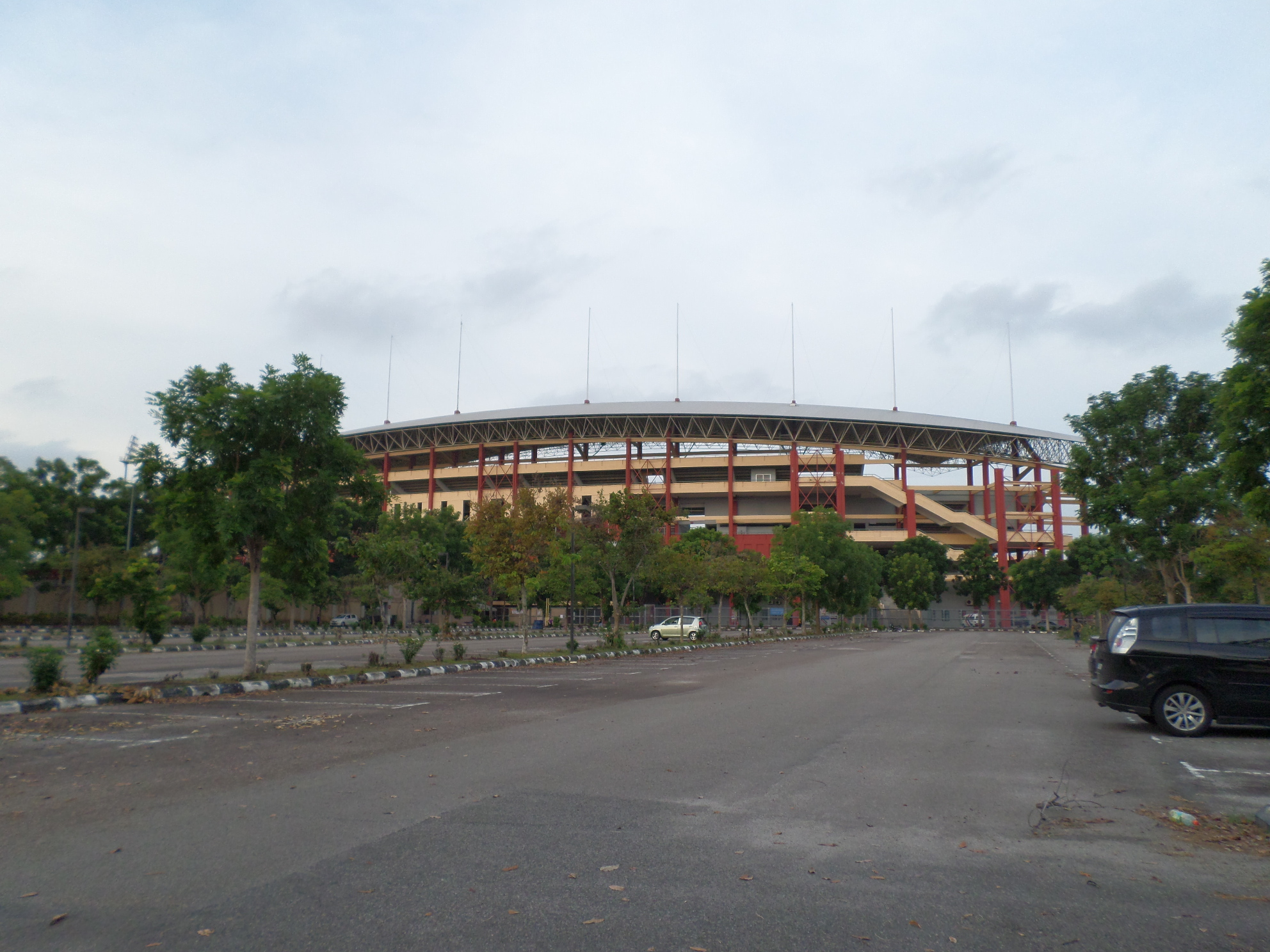
Hang Jebat Stadium from outside.
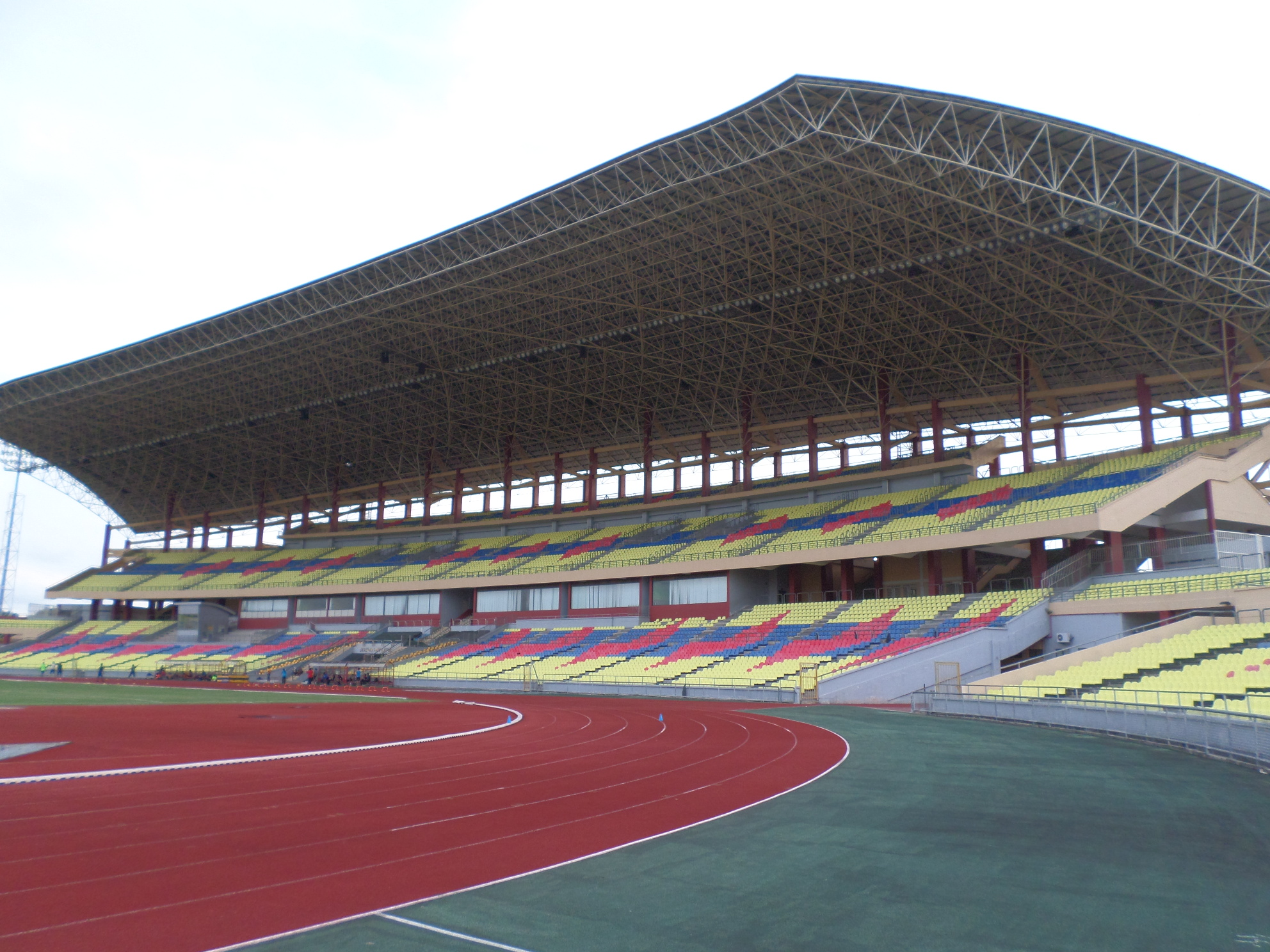
Stadium interior